# Браселли, Родольфо
Эусебио Родольфо Браселли Либератто (исп. Eusebio Rodolfo Braselli Liberatto; 14 августа 1908, Монтевидео — неизвестно) — уругвайский баскетболист, тренер. Участник летних Олимпийских игр 1936 года, трёхкратный чемпион Южной Америки 1930, 1932 и 1940 годов, двукратный серебряный призёр чемпионата Южной Америки 1939 и 1942 годов, трёхкратный бронзовый призёр чемпионата Южной Америки  1935, 1938 и 1941 годов.

## Биография
Родольфо Браселли родился 14 августа 1908 года в уругвайском городе Монтевидео.
Играл в баскетбол за «Монтевидео» и «Дефенсор Спортинг» из Монтевидео.
В составе сборной Уругвая восемь раз выигрывал медали чемпионата Южной Америки: золотые в 1930 году в Монтевидео, 1932 году в Сантьяго и в 1940 году в Монтевидео, серебряные в 1939 году в Рио-де-Жанейро и в 1942 году в Сантьяго, бронзовые в 1935 году в Рио-де-Жанейро, 1938 году в Лиме и в 1941 году в Мендосе.
В 1936 году вошёл в состав сборной Уругвая по баскетболу на летних Олимпийских играх в Берлине, занявшей 6-е место. Провёл 6 матчей, набрал (по имеющимся данным) 1 очко в матче со сборной Канады.
По окончании игровой карьеры стал тренером. Тренировал сборную Уругвая, с которой в 1943 году завоевал серебро чемпионата Южной Америки в Лиме.
Дата смерти неизвестна.